# Gaston Séverin
Gaston Léon Séverin, né le 4 août 1879 dans le 2e arrondissement de Paris et mort le 22 décembre 1962 à Clichy, est un acteur français.

## Filmographie partielle
- 1910 : Le Mauvais Hôte de Louis Feuillade
- 1910 : Conscience de fou de Louis Feuillade
- 1910 : La Justicière de Louis Feuillade
- 1910 : Le Revenant de Georges Denola
- 1910 : Le Quart d'heure de Rabelais de Louis Feuillade
- 1910 :  La Fin de Paganini de Louis Feuillade
- 1914 : La Voix de la patrie de Léonce Perret
- 1921 : Le Méchant Homme de Charles Maudru
- 1933 : La Maternelle de Jean Benoît-Lévy et Marie Epstein : l'inspecteur
- 1936 : Les Mariages de Mademoiselle Lévy de André Hugon : le comte de Rochemaille
- 1937 : Abus de confiance de Henri Decoin : Maître Fortier
- 1938 : La Vénus de l'or de Charles Méré et Jean Delannoy : Silverstein
- 1940 : Narcisse de Ayres d’Aguiar
- 1941 : Le Club des soupirants  de Maurice Gleize : le directeur de l'hôtel
- 1942 : La Neige sur les pas d'André Berthomieu
- 1942 : La Croisée des chemins d'André Berthomieu : Maître Berthier
- 1942 : Promesse à l'inconnue d'André Berthomieu
- 1943 : Ne le criez pas sur les toits de Jacques Daniel-Norman : l'avocat de Vincent
- 1948 : Le Diamant de cent sous de Jacques Daniel-Norman : l'avocat général
- 1951 : Le Journal d'un curé de campagne de Robert Bresson